# Idanthyrsus cretus
Idanthyrsus cretus är en ringmaskart som beskrevs av Chamberlin 1919. Idanthyrsus cretus ingår i släktet Idanthyrsus och familjen Sabellariidae. Inga underarter finns listade i Catalogue of Life.